# Christophe Leininger
Christophe Leininger es un deportista estadounidense que compitió en judo. Ganó una medalla de plata en los Juegos Panamericanos de 1991, y una medalla de bronce en el Campeonato Panamericano de Judo de 1988.

## Palmarés internacional
| Juegos Panamericanos    | Juegos Panamericanos     | Juegos Panamericanos | Juegos Panamericanos |
| Año                     | Lugar                    | Medalla              | Categoría            |
| ----------------------- | ------------------------ | -------------------- | -------------------- |
| 1991                    | La Habana (Cuba)         | Medalla de plata     | Abierta              |
| Campeonato Panamericano |                          |                      |                      |
| Año                     | Lugar                    | Medalla              | Categoría            |
| 1988                    | Buenos Aires (Argentina) | Medalla de bronce    | –86 kg               |